# Abdoulie Bah (Politiker)
Abdoulie Bah, bekannt auch als Lie Bah (* 24. Juni 1948 in Bathurst; † 16. Juni 2018 in Banjul), war ein gambischer Politiker. Von 2013 bis 2018 war er Oberbürgermeister (englisch Lord Mayor of Banjul) der gambischen Hauptstadt Banjul. Bah war der 15. Bürgermeister der Stadt.

## Leben
Bah besuchte die Muhammedan Primary School und anschließend die Banjul City Council School.
1987 wurde er als Stadtratsmitglied des Banjul City Council aus dem Wahlbezirk Campama gewählt. Bei den Regionalwahlen in Gambia 2013 konnte sich Bah als parteiloser Kandidat gegen seinen Amtsvorgänger Samba Faal (APRC) durchsetzen und wurde mit 51,2 % der Stimmen zum Oberbürgermeister von Banjul gewählt.
Bei den Regionalwahlen in Gambia 2018 unterlag Bah Rohey Malick Lowe, der Kandidatin der United Democratic Party (UDP).
Bah starb wenige Tage vor seinem 70. Geburtstag in Banjul.

## Auszeichnungen und Ehrungen
- 2016 – July 22nd Revolution Award[6]